# Canal de Saint-Pierre
Pour les articles homonymes, voir Saint-Pierre.
Ne doit pas être confondu avec Canal Saint-Pierre (Lille).
Le canal de Saint-Pierre est un canal reliant le lac Bras d’Or à l’océan Atlantique, dans l’île du Cap-Breton (Nouvelle-Écosse, Canada). Il traverse un isthme que les Micmacs et les Acadiens utilisaient déjà comme portage et où se trouve aujourd'hui le village de Saint-Pierre. 

## Caractéristiques
Le canal de Saint-Pierre mesure 800 m de longueur sur une largeur moyenne de 30 m. Malgré sa faible longueur, il est doté de deux écluses servant à réguler la hauteur de l’eau, qui peut varier de 1,4 m entre le lac et l'océan en raison des marées.

## Histoire

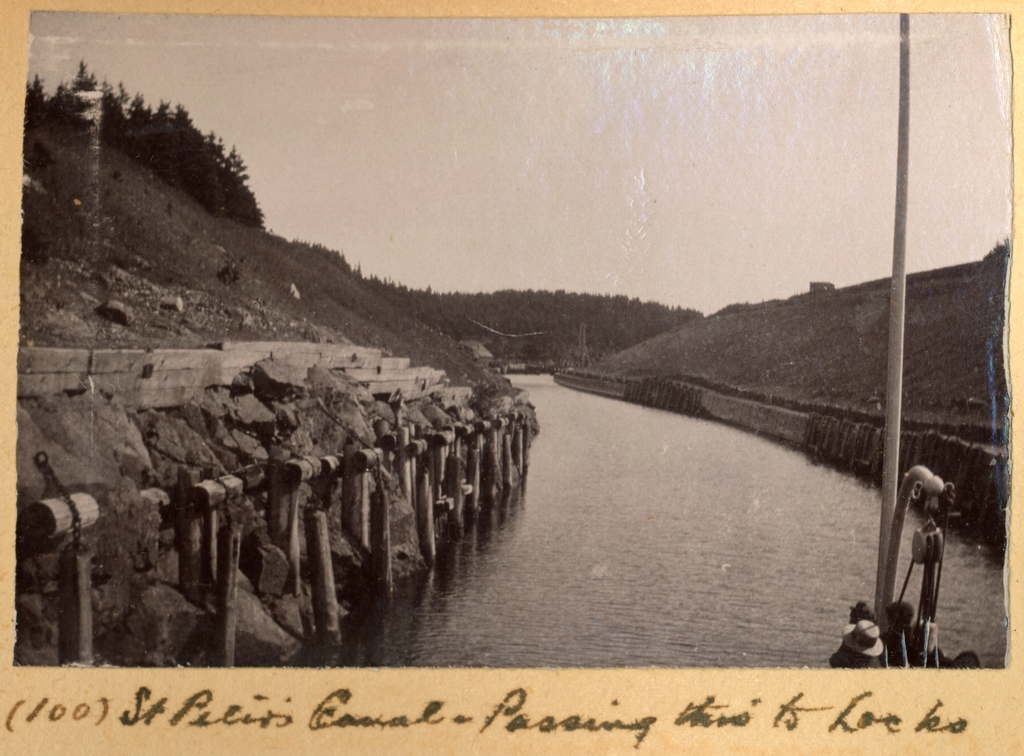
Le canal en 1898

L’origine du canal remonte à 1825, lorsque des études de faisabilité furent entreprises, mais ce n’est qu’en 1854 que les travaux commencèrent. En raison de la configuration du relief, caractérisée par la présence d’une colline de granite massif haute de 20 m, ils durèrent jusqu’en 1869. Des améliorations furent apportées jusqu’en 1917.
Le canal de Saint-Pierre eut une certaine importance stratégique pendant les deux guerres mondiales, car il permettait aux cargaisons de charbon de Sydney de naviguer sur le lac Bras d’or plutôt que dans les eaux océaniques et d’éviter ainsi les attaques allemandes.
Lieu historique national du Canada depuis 1929, le canal se trouve sous la responsabilité de l’agence gouvernementale fédérale Parcs Canada. Il a bénéficié de restaurations en 1985 et est aujourd’hui principalement utilisé par des embarcations de plaisance, limitées par la taille de l’écluse à 91 m de longueur, 14 m de largeur et 4,80 m de tirant d’eau. Il est ouvert à la navigation de mai à octobre.